# Трекери

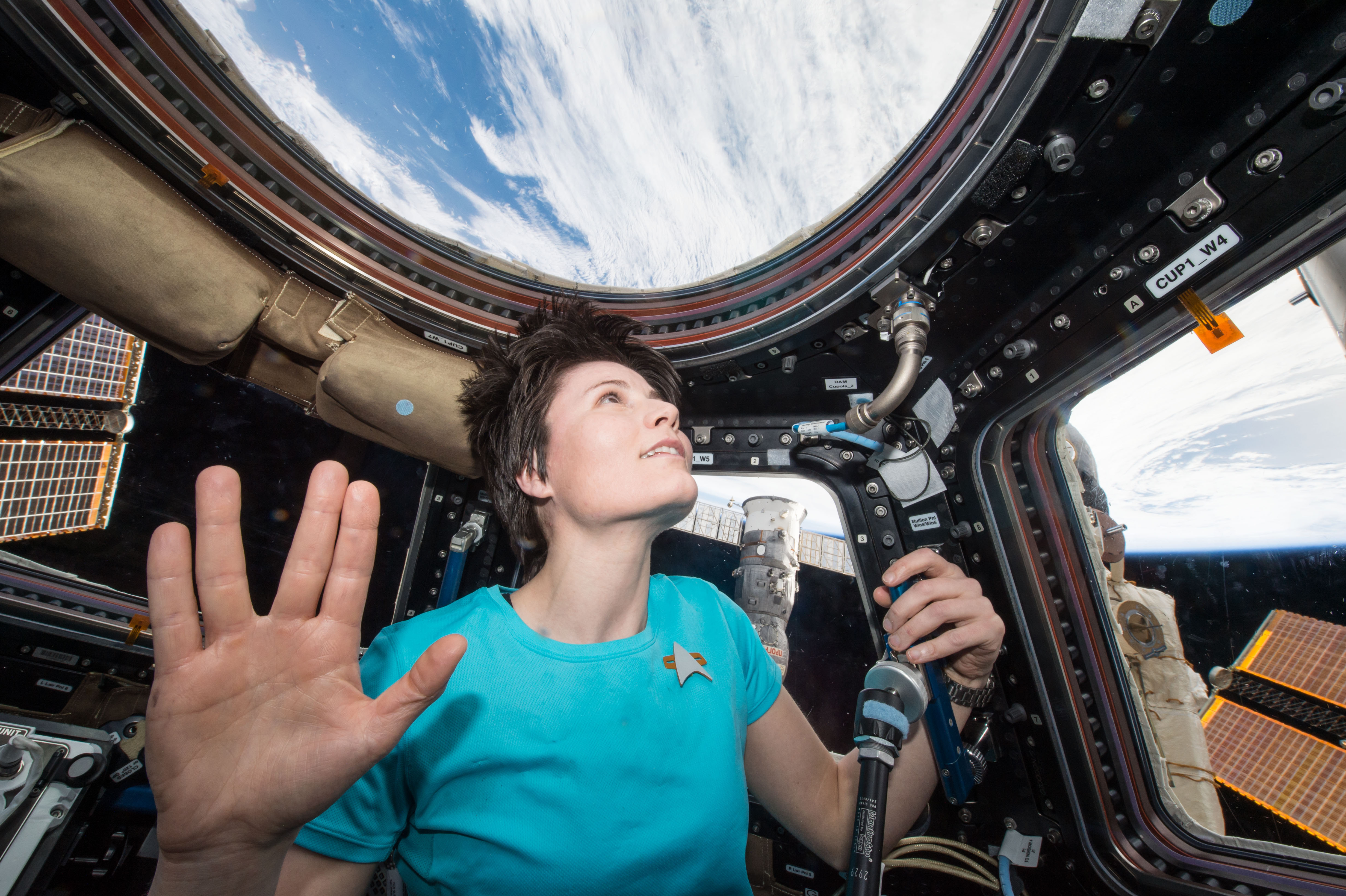
Італійська астронавтка Саманта Крістофоретті, одягнена в сорочку з написом Combadge, виконує вулканський салют на знак поваги до Леонарда Німоя.

Трекери (англ. Trekker), або Трекі (англ. Trekkie, похідне від «trek» і «junkie») — шанувальник франшизи «Зоряний шлях» або певних телесеріалів чи фільмів у цій франшизі. Вже за короткий час після прем'єри серіалу з'явилися його віддані і захоплені прихильники, а прем'єра першого фензину на основі «Зоряного шляху» відбулася в 1967 році. Перший фан-з'їзд трекерів відбувся в рік закінчення оригінального серіалу.
Ступінь відданості трекерів викликав суперечливі почуття серед акторів і знімальної групи серіалу. Творець франшизи Джин Родденберрі спочатку заохочував шанувальників до участі, але з роками став занепокоєний тим, що деякі шанувальники ставилися до шоу з квазірелігійним завзяттям, наче це було «святе писання». Хоча деякі зірки відкрито критикували найвідданіших шанувальників франшизи, інші, включаючи сера Патріка Стюарта, виступили на захист трекерів.
У фандомі виникли певні розбіжності щодо різниці між термінами «трекер» і «трекі». Дехто характеризують трекерів як «серйозніших» порівняно з «вітряними» трекі, тоді як інші обрали термін «трекер», щоб передати, що вони «раціональні шанувальники». Леонард Німой виступав за використання терміна «трекер» замість «трекі». Загалом частіше використовується термін «трекі».

## Історія
Багато ранніх трекерів також були шанувальниками серіалу «Агенти U.N.C.L.E.», який виходив на екрані в 1964—1968 роках, ще одного серіалу з елементами наукової фантастики та дуже відданою аудиторією. Перший фензин «Зоряного шляху», «Spockanalia», з'явився у вересні 1967 року, включаючи перший опублікований фанфік, заснований на серіалі. Творець «Зоряного шляху» Джин Родденберрі знав про таку творчість, і заохочував її, а через рік підрахували, що 10 тисяч осіб написали або прочитали фензини. Відомий науково-фантастичний журнал «If» опублікував вірш про героя «Зоряного шляху» Спока, разом із його портретом авторства Вьорджила Фінлі.
Вважається, що перше велике зібрання шанувальників серіалу відбулося в квітні 1967 року. Коли актор Леонард Німой з'явився в образі Спока як головний маршал параду в Медфорді у штаті Орегон у квітні 1967 року, тисячі людей зібралися, щоб отримати автографи: «Вони рвалися вперед так швидко, що я злякався, що когось розчавлять до смерті; а потім вони почали тиснути на трибуні так сильно, що почало хитатися під моїми ногами!» Після того, як мене врятувала поліція, «я вирішив, що ніколи більше не буду з'являвся публічно в образі вулканця», — написав актор. Інше зібрання було в січні 1968 року, коли понад 200 студентів Каліфорнійського технологічного інституту пройшли маршем до студії NBC у Бербанку в Каліфорнії, щоб підтримати відновлення «Зоряного шляху».
Перший фан-конгрес, присвячений серіалу, відбувся 1 березня 1969 року в Ньюаркській публічній бібліотеці, який організував бібліотекар, який був одним із творців «Spockanalia», на конгресі «Star Trek Con» не було гостей зі знаменитостями, але були «слайд-шоу інопланетян із серіалу, сценки та панель фанів для обговорення „Феномену Зоряного шляху“. Деякі шанувальники були настільки відданими, що скаржилися на канадську телестанцію, коли вона вилучила з програми епізод серіалу в липні 1969 року для висвітлення польоту „Аполлона-11“.
Кажуть, ніщо не зникає швидше, ніж скасований телесеріал. Отже, чому «Зоряний шлях» не зникне?
Проте феномен трекерів не привернув увагу широкої публіки до того часу, коли показ серіалу не було скасовано в 1969 році, а продовження почали синдикувати. Перший добре висвітлений фанатський з'їзд відбувся в січні 1972 року в готелі „Statler Hilton“ у Нью-Йорку, на якому були присутні Родденберрі, Айзек Азімов, і 2 тонни пам'ятних речей НАСА. Організатори очікували 500 учасників „Першої міжнародної конвенції Зоряного шляху“, але їх прийшло більше 3 тисяч; відвідувачі пізніше описали його як „забитий“ і схожий на „поїзд метро в годину пік“. На той час існувало понад 100 фензинів про серіал, його повтори були синдиковані на 125 американських телевізійних станціях і в 60 інших країнах, а новинні повідомлення про з'їзд змусили інших шанувальників, які вважали себе самотніми, організовуватися.
Деякі актори, зокрема Нішель Ніколс, не знали про кількість фанатів шоу до конгресів, але головні та другорядні актори серіалу почали відвідувати конгреси у США. Конвенти трекерів стали настільки популярними, що засоби масової інформації наводили як приклади для опису нового „культурного феномену“ бітломанію та трюдоманію. 6 тисяч осіб відвідали конгрес трекерів у Нью-Йорку 1973 року та 15 тисяч осіб відвідали конгрес у 1974 році, що було набагато більше, ніж на раніше заснованих подіях, зокрема лише 4500 відвідувачів було на 32-й Ворлдконі в 1974 році. На той час попит на трекерів був досить великим, і навіть конкуруючі організатори конгресу почали судитися один з одним. Перший конгрес у Великій Британії відбувся в 1974 році, і на ньому були присутні спеціальні гості Джордж Такеї і Джеймс Дуган. Після цього щорічно відбувався офіційний британський конгрес трекерів.
Явка та охорона на виставці є безпрецедентними [з] вітринами із сигналізацією та двома штатними охоронцями, які охороняють пам’ятні речі від надмірно завзятих шанувальників.
Оскільки дія „Зоряного шляху“ розгорталася в майбутньому, серіал не застарів, а завдяки контрпрограмуванню пізно вдень або рано ввечері, коли інші канали показували телевізійні новини, він привернуло молоду аудиторію. Велика популярність повторів — більша, ніж коли „Зоряний шлях“ спочатку транслювався в прайм-тайм — змусила „Paramount“ щотижня читати тисячі листів з вимогою повернути серіал, та обіцяти, що він буде прибутковим. Шанувальники мали рацію; до середини 1990-х „Зоряний шлях“, який у „Paramount“ розпочали називати „франшизою“, та визнали своєю „перлиною корони“, став дійсно єдиною найважливішою власністю студії, і „Paramount“ спонсорувала конвент трекерів у 1996 році.
Весь акторський склад серіалу вперше возз'єднався на конгресі в Чикаго в серпні 1975 року, на якому були присутні 16 тисяч осіб. Книга „Зоряний шлях“ живе!», де описувалась рання історія та дослідження культури трекерів, що опублікована того року, стала першою книгою для масового ринку, яка представила широкій аудиторії фанфіки та інші аспекти фандому. До 1976 року існувало понад 250 клубів «Зоряного шляху», і щонайменше 3 конкуруючі групи організували 25 конгресів, кожен з яких збирав тисячі учасників. Радник Джеральда Форда з внутрішньої політики Джеймс М. Кеннон, обговорюючи того року, чи назвати перший космічний шаттл «Ентерпрайз», назвав трекерів «однією з найбільш відданих груп у країні». Безпрецедентні натовпи людей відвідали виставку «Зоряного шляху» 1992 року в Національному музеї авіації та космосу Смітсонівського інституту, а в 1994 році, коли повтори «Зоряного шляху» все ще транслювали 94 % телеканалів США, більше 400 тисяч осіб відвідали 130 конвенти трекерів. До кінця 1990-х років 2 мільйони осіб у США, або близько 5 % від 35 мільйонів щотижневих глядачів «Зоряного шляху», були, за словами одного журналіста, «запеклими фанатами».
Фанати «Зоряного шляху» надзвичайно швидко використовували Інтернет. Демієн Волтер з «The Guardian» пожартував, що "50 % раннього Інтернету, що не було порнографією, складалося з фан-сайтів серіалу «Зоряний шлях: Наступне покоління».

## Характеристики

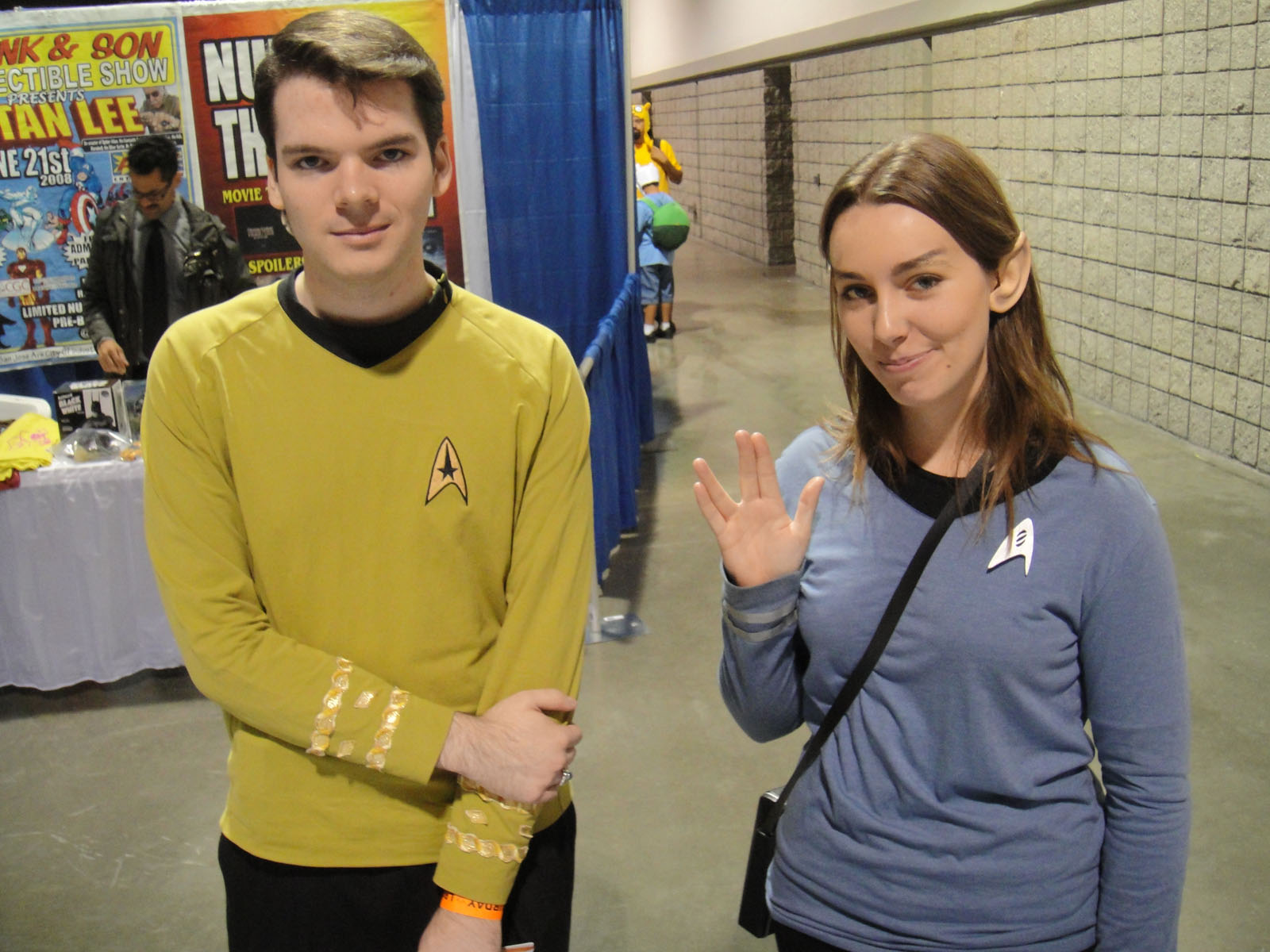
Молодий чоловік і жінка, одягнуті як офіцери Зоряного флоту, жінка віддає вулканський салют

### Стереотипи
«Є деякі фанати, які перестаралися. Це може стати жахливим. Вони вистрибують із кущів, заглядають у вікна, притуляються до дверей і слухають.»
Оригінальний текст (англ.)
There are some fans who have become overzealous. That can become terrible. They leap out of bushes, look in windows and lean against doors and listen. Вільям Шетнер, 1986 рік
"Оскільки під час типового драфту обирається лише близько дюжини захисників, драфтова комісія з 64 захисників виходить за рамки «ретельного» і досягає «фетишизму». Це те, що стосується конвенцій «Зоряного шляху». Через кілька років футбольний еквівалент «Містер Шетнер, чому „Ентерпрайз“ не використав антиматерію, щоб дестабілізувати інопланетний зонд у Толіанській павутині?» буде «Тренер Кофлін, що ви думаєте про Скотта Буїссона?»"
Оригінальний текст (англ.)
[Since only about a dozen quarterbacks are selected during the typical draft, a 64-quarterback draft boardtranscends "thorough" and reaches "fetishistic". This is the stuff of Star Trek conventions. In a few years, the football equivalent of "Mr. Shatner, why didn't the Enterprise use antimatter to destabilize the alien probe in the Tholian Web?" will be "Coach Coughlin, what do you think of Scott Buisson?"] Помилка: [undefined] Помилка: {{Lang}}: немає тексту (допомога): текст вже має курсивний шрифт (допомога) The New York Times, 2011рік
У 1975 році журналіст описав трекерів як «скупчення конвеєрної нездорової їжі, яку споживають у величезних кількостях; це вигляд людей, які споживають її постійно та довго; перегодовані та недоїдаючі, з шкірою у висипі та зі зморшками, від просто розповнілих до гротескно ожирілих». Він відзначив їхню зосередженість на одній темі:
«Вираз обличчя майже схожий на спекотну сонливість, за винятком випадків, коли обговорюються текстові дрібниці „Зоряного шляху“; тоді він такий же яскравий і проникливий, як у єзуїтського інквізитора, бо ці люди знають більше про деталі виробництва „Зоряного шляху“, ніж Родденберрі, який їх створив, і є більш авторитетними в таємницях сутності капітана Кірка, ніж [Вільям] Шетнер, який його зіграв.»
Оригінальний текст (англ.)
[The facial expression is a near sultry somnolence, except when matters of Star Trek textual minutiae are discussed; then it is as vivid and keen as a Jesuit Inquisitor's, for these people know more of the production details of Star Trek than Roddenberry, who created them, and are a greater authority on the essential mystery of Captain Kirk than [William] Shatner, who fleshed it out.] Помилка: [undefined] Помилка: {{Lang}}: немає тексту (допомога): текст вже має курсивний шрифт (допомога)
У грудні 1986 року Шетнер вів епізод шоу «Суботнього вечора в прямому ефірі». В одному зі скетчів він зіграв себе як гостя на конвенті «Зоряного шляху», де глядачі зосереджуються на тривіальній інформації про шоу та особисте життя Шетнера. Роздратований актор радить їм «отримати життя». «Будь-бо, — продовжує Шетнер, — це просто телешоу!» Він запитує одного трекера, чи він «коли-небудь цілував дівчину». Збентежені шанувальники запитують, чи варто їм замість телешоу зосередитися на фільмах «Зоряного шляху». Розлючений Шетнер йде, але через його контракт повинен повернутися, і розповідає трекерам, що вони бачили "відтворення злого капітана Кірка з епізоду № 27 «Внутрішній ворог». Хоча багато шанувальників «Зоряного шляху» вважали цей епізод образливим, він точно відображав почуття Шетнера до трекерів, про які актор раніше говорив в інтерв'ю. Шетнера зустрів захоплених шанувальників ще в березні 1968 року, коли група спробувала зірвати з актора одяг, коли він виходив з Рокфеллер-плаза, 30. Він рідше, ніж інші актори, почав відвідувати конгреси, і припинив їх відвідувати більш ніж на 10 років у 1970-х і 1980-х роках. Серед випадків, які Шетнер описав як один із «багатьох випадків надмірності шанувальників за ці роки», було те, що поліція затримала чоловіка зі зброєю на німецькому заході, перш ніж він зміг знайти актора.
У сегменті «Суботнього вечора в прямому ефірі» згадувалося багато таких поширених стереотипів про трекерів, зокрема їхня готовність купувати будь-який товар, пов'язаний із «Зоряним шляхом», нав'язливе вивчення тривіальних деталей франшизи, та нездатність мати звичайні соціальні взаємодії з іншими або розрізняти фантазію та реальність. Брент Спінер виявив, що дехто не може погодитися з тим, що актор, який зіграв Дейту, був людиною, а Німой попередив журналіста, щоб він правильно виконав вулканський салют, тому що «фанати „Зоряного шляху“ можуть бути страшними. Якщо ви незробите це правильно, ви точно почуєте про це», а Родденберрі заявив:
«Мені доводиться обмежуватися одним [з'їздом] на Сході та одним на Заході щороку. Я не виконавець, і, чесно кажучи, ці умовності мене до біса лякають. Страшно перебувати в оточенні тисячі людей, які задають питання, ніби події в серіалі відбувалися насправді.»
Оригінальний текст (англ.)
I have to limit myself to one [convention] in the East and one in the West each year. I'm not a performer and frankly those conventions scare the hell out of me. It is scary to be surrounded by a thousand people asking questions as if the events in the series actually happened
Стаття на обкладинці «Newsweek» у грудні 1986 року також цитувала багато подібних стереотипів, зображуючи шанувальників «Зоряного шляху» з надмірною вагою та соціально дезадаптованими «диваками» та «божевільними». Цей скетч і подібні статті представляють характерний для багатьох засобів масової інформації спосіб зображень трекерів, загальною метафорою марної, «фетишистської» одержимості темою; ці фанати часто приховують свою відданість, щоб уникнути соціальної стигматизації. Таке зображення допомогло узагальнити погляд на відданих шанувальників, не лише «Зоряного шляху», як на потенційних фанатиків. Підкріплений добре відомими актами насильства Джона Гінклі та Марка Чепмена, зловісний і одержимий фанат став основним персонажем у таких творах, як фільми «Фанат» (1981 року) та «Мізері» (1990 року), і телесеріал «Чорне дзеркало».

### Захисники

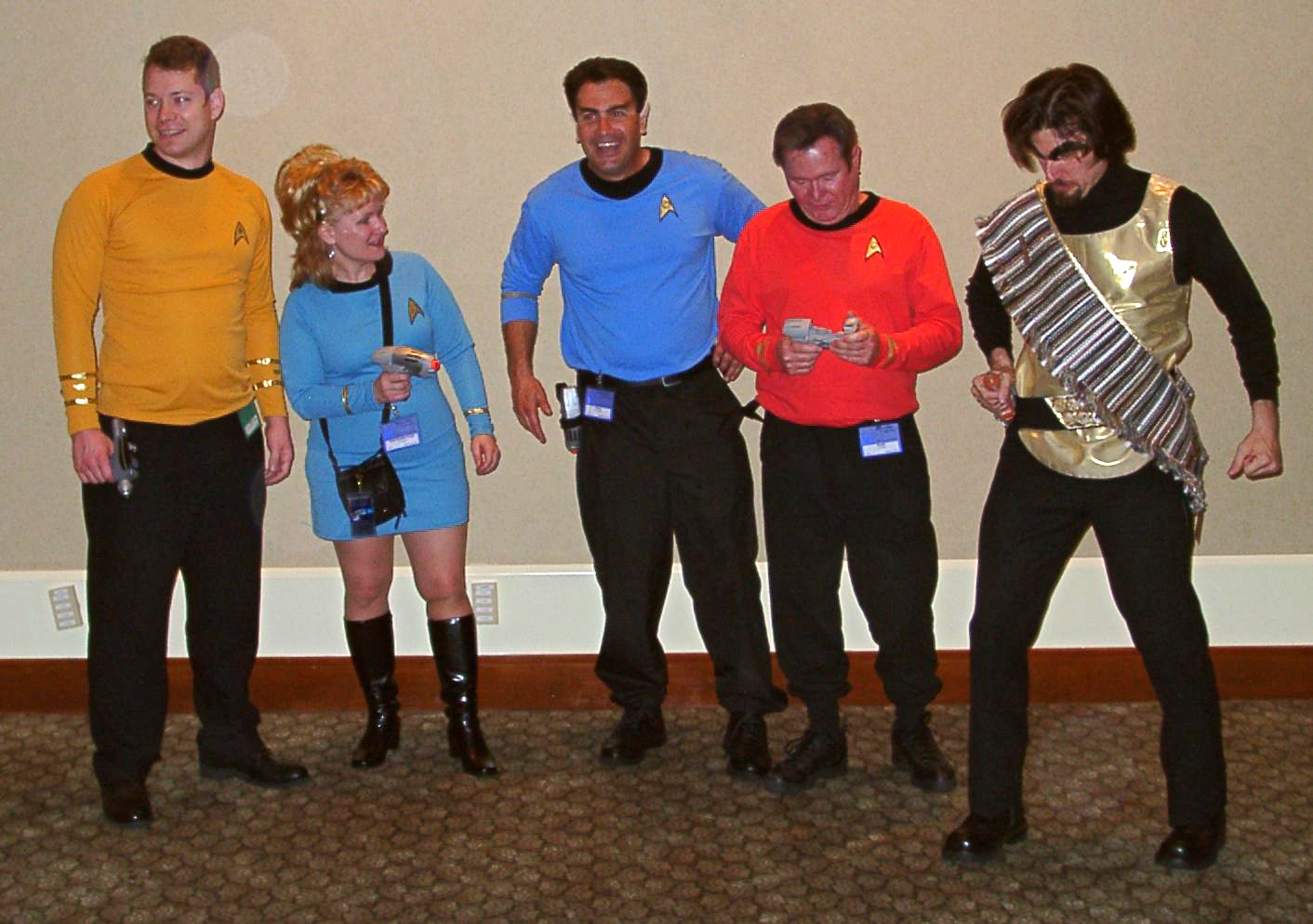
Трекери в костюмах героїв оригінального серіалу на BayCon 2003

Патрік Стюарт заперечив, коли інтерв'юер назвав трекерів «дивним», назвавши це «дурним словом». Він додав: «Скількох ви знаєте особисто? Ви можете помилятися». Однак, за словами Стюарта, актори не люблять, коли їх називають трекерами, і ретельно відокремлюють себе від трекерської аудиторії.
Айзек Азімов сказав про них: «Трекери — це розумні, зацікавлені, заангажовані люди, з якими приємно бути в будь-якій кількості. Чому б інакше вони брали участь у „Зоряному шляху“, розумному, зацікавленому та залученому шоу?».
У 1998 році дослідник фанатів Генрі Дженкінс опублікував журнальну статтю «Зоряний шлях: повторити, перечитати, переписати», в якій він захищав поведінку фанатів «Зоряного шляху» з академічної точки зору, стверджуючи, що вони «браконьєри текстових значень, які вибирають популярні тексти та перечитують їх у спосіб, який відповідає їх інтересам». Наступна монографія Дженкінса «Текстові браконьєри» (1992 рік), яка була написана «для участі в процесі перевизначення суспільної ідентичності фандому», також принаймні частково зосереджена на шанувальниках «Зоряного шляху».

### Релігія
Центральне тріо Кірка, Спока та Маккоя було створено за зразком класичної міфологічної історії. Вільям Шетнер сказав:
«Є міфологічний компонент [у поп-культурі], особливо в науковій фантастиці. Це люди, які шукають відповіді, а наукова фантастика пропонує пояснити незрозуміле, так само як і релігія. Хоча 99 відсотків людей, які приходять на ці конгреси, цього не усвідомлюють, вони проходять через ритуали, передбачені релігією та міфологією.»
Оригінальний текст (англ.)
There is a mythological component [to pop culture], especially with science fiction. It's people looking for answers – and science fiction offers to explain the inexplicable, the same as religion tends to do. Although 99 percent of the people that come to these conventions don’t realize it, they’re going through the rituals that religion and mythology provide.
7200 обраних є присутніми, щоб свідчити, і ці 79 епізодів є їхніми розкритими текстами, скрижалями зі шрамами, на яких описано їхні життя тут, і зараз, і поза ними.
За словами Майкла Їндри з Університету Вісконсину в Медісоні, фандом-шоу «має сильну спорідненість з рухом релігійного типу», з «міфом про походження, набором переконань, організацією та частиною з найбільш активних і творчих членів, яких можна знайти будь-де». Хоча він розрізняє фанатів «Зоряного шляху» і традиційне визначення релігії, яка вимагає віри в божественність або надприродне, Їндра порівнює фанатів «Зоряного шляху» з обома «квазірелігіями», такими як групи Анонімних Алкоголіків і Нью-ейдж" — хоча й більш універсальні в її привабливість і більш організованість — і суспільна релігія.
Як і в інших релігіях, трекери знаходять розраду в своєму поклонінні. Художник по костюмах «Зоряного шляху» Вільям Вер Тайсс заявив на з'їзді:
«Шоу є психологічно та соціологічно важливим для багатьох людей. Для незвичайних людей на цій конвенції це велика частина їхнього життя, допомога для них. Я радий, що є люди, яким потрібно щось важливе в житті, і я радий, що вони знайшли це в наших шоу. Я не хочу детально розповідати про це; просто тут є особливі люди, яким шоу потрібне особливим чином.»
Оригінальний текст (англ.)
The show is important psychologically and sociologically to a lot of people. For the unusual people at this convention, it's a big part of their lives, a help to them. I'm glad there are people who need something important in their lives and I'm glad they've found it in our shows. I don't want to elaborate on that; there are just some special people here who need the show in a special way.
Релігійна відданість шанувальників «Зоряного шляху» почалася майже відразу після дебюту серіалу. Коли Родденберрі попередньо переглядав нові серії на конвенті наукової фантастики 1966 року, він і його творіння отримали захоплену реакцію:
«Після закінчення фільму ми не змогли покинути свої місця. Ми лише кивнули один одному, посміхнулися й почали перешіптуватися. Ми наблизилися до того, щоб підняти [Роденберрі] на плечі й винести його з кімнати…[Він] посміхнувся, і ми відповіли посмішкою, перш ніж зійшлися до нього.»
Оригінальний текст (англ.)
After the film was over we were unable to leave our seats. We just nodded at each other and smiled, and began to whisper. We came close to lifting [Roddenberry] upon our shoulders and carrying him out of the room...[H]e smiled, and we returned the smile before we converged on him.
Показ розділив конвент на дві фракції: «освічених», які бачили попередній перегляд, і «неосвічених», які не бачили. Однак гуманісту Родденберрі не подобалася його роль мимовільного пророка релігії. Хоча він залежав від трекерів для підтримки майбутніх проєктів., Родденберрі заявив, що:
«Мені страшно, коли я дізнаюся, що 10 тисяч людей ставляться до сценарію „Зоряного шляху“ як до Святого Письма. Я точно не писав Священне Писання, і я відчуваю, що з тими, хто писав, зрештою не дуже добре поводилися… Я просто боюся, що якщо це зайде занадто далеко, і виявиться, що я створив філософію, щоб відповісти на всі людські хвороби, що хтось встане і закричить: „Шахрайство!“ І не без підстав.»
Оригінальний текст (англ.)
[It frightens me when I learn of 10,000 people treating a Star Trek script as if it were Scripture. I certainly didn't write Scripture, and my feeling is that those who did were not treated very well in the end ... I'm just afraid that if it goes too far and it appears that I have created a philosophy to answer all human ills that someone will stand up and cry, 'Fraud!' And with good reason.] Помилка: [undefined] Помилка: {{Lang}}: немає тексту (допомога): текст вже має курсивний шрифт (допомога)
Я не гуру і не хочу ним бути.
Те, що немає вигуків «Амінь, брате», це просто питання стилю.
Тим не менш, за словами Їндри, релігійні аспекти фанатів «Зоряного шляху» зросли разом із популярністю серіалу. З'їзди — це можливість для вболівальників відвідати «інший світ…дуже відірваний від реального світу…Ви можете легко забути свої проблеми, а також проблеми світу». Новонароджену дитину «хрестили» в «Храмі Треку» під спів. Музейні експонати «Зоряного шляху», кіностудії, атракціони та інші місця, такі як Вулкан в Альберті, пропонують можливість здійснити паломництво до «нашої Мекки». Шанувальник вразив Німоя, попросивши його покласти руки на очі друга, щоб зцілити їх. Ітан Пек, пізніший образ Спока, сказав: «Коли я зустрічаюся з фанатами, інколи вони приходять, щоб отримати миропомазання, наче я священик».
Фандом не обов'язково замінює існуючу віру, і християни, і прихильники Нью-ейдж знаходять підтримку для своїх світоглядів. Сценарист і режисер «Зоряного шляху» Ніколас Меєр порівняв шоу з католицькою месою:
«Як і в месі, у „Зоряному шляху“ є певні елементи, які є стабільними, незмінними. Меса має свій Киріє, свій Sanctus, Agnus Dei, Dies Irae тощо… У „Зоряному шляху“ є свій Кірк, Спок, Маккой, клінгони, ромуланці тощо, та решта всесвіту, яку Родденберрі залишив нам у спадок. Слова меси висічені на камені, як і фундаментальні елементи — „Ентерпрайз“, „Спок“, транспортер тощо — у „Зоряному шляху“..»
Оригінальний текст (англ.)
[Like the mass, there are certain elements of Star Trek that are immutable, unchangeable. The mass has its Kyrie, its Sanctus, Agnus Dei, Dies Irae, and so on... Star Trek has its Kirk, Spock, McCoy, Klingons, Romulans, etc., and the rest of the universe Roddenberry bequeathed us. The words of the mass are carved in stone, as are fundamental elements—the Enterprise, Spock, the transporter beam, and so forth—in Star Trek.] Помилка: [undefined] Помилка: {{Lang}}: немає тексту (допомога): текст вже має курсивний шрифт (допомога)
Меєр також сказав:
«Слова меси залишаються постійними, але Бог знає, музика продовжує змінюватися… Її гуманізм залишається постійною життєрадісністю. Релігія без теології. Карма програми регулярно набігає на догму.»
Оригінальний текст (англ.)
The words of the Mass remain constant, but heaven knows, the music keeps changing... Its humanism remains a buoyant constant. Religion without theology. The program's karma routinely runs over its dogma.

### Антропологія
Нетерпимість у 23 столітті? Неймовірно! Якщо людина проживе так довго, вона навчиться захоплюватися істотними відмінностями між людьми та культурами.
Ми дотримуємося філософії життя. Ми створюємо суспільство, про яке [Роденберрі] мріяв.
Ще до телевізійного дебюту «Зоряного шляху» Родденберрі вважав цей серіал способом зображення свого утопічного, ідеалізованого бачення майбутнього. За словами Ендрю В. Козінця з Північно-Західного університету, багато трекерів ототожнюють себе з ідеалізмом Родденберрі, та використовують своє бажання втілити таке майбутнє в реальність як виправдання для своєї участі та споживання медіа, заходів і товарів «Зоряного шляху», часто посилаючись на вулканську філософію нескінченного розмаїття в нескінченних комбінаціях. Такі шанувальники розглядають «Зоряний шлях» як спосіб бути з «моїми людьми» в «кращому світі», де їх не будуть зневажати чи знущатися, незважаючи на те, що вони належать до «стигматизованих соціальних категорій». Вільям Шетнер погодився: «Якщо ми приймемо передумову, що [історія «Зоряного шляху»] має міфологічний елемент, тоді всі речі про вихід у космос і зустріч з новим життям – спроби пояснити це, та додати до цього людський елемент – це вселяюче бачення, яке дає надію та творчі рішення для майбутнього». Річард Лутц написав:
«Незмінна популярність « Зоряного шляху» пояснюється основоположною міфологією, яка об'єднує шанувальників завдяки їхній спільній любові до історій про дослідження, відкриття, пригоди та дружбу, які пропагують егалітарне та миролюбне суспільство, де технології та різноманітність цінуються, а не бояться. громадяни працюють разом для загального блага. Таким чином «Зоряний шлях» пропонує обнадійливе бачення майбутнього та шаблон для нашого життя та нашого суспільства, до якого ми можемо прагнути.»
Оригінальний текст (англ.)
[The enduring popularity of Star Trek is due to the underlying mythology which binds fans together by virtue of their shared love of stories involving exploration, discovery, adventure and friendship that promote an egalitarian and peace loving society where technology and diversity are valued rather than feared and citizens work together for the greater good. Thus Star Trek offers a hopeful vision of the future and a template for our lives and our society that we can aspire to.] Помилка: [undefined] Помилка: {{Lang}}: немає тексту (допомога): текст вже має курсивний шрифт (допомога)
Замість того, щоб «сидіти тут і чекати, коли станеться майбутнє», місцеві фан-групи можуть виконувати роль клубів служіння, які добровільно беруть участь у донорських акціях та продовольчих банках. Для них
«„Зоряний шлях“ надав позитивні зразки для наслідування, дослідження моральних проблем, наукових і технологічних знань та ідей, посилання на західну літературу, інтерес до виробництва телевізійних і кінофільмів, інтелектуальне стимулювання та конкуренцію через ігри та вікторини, фанати, мистецтво та музику, дослідження, еротичне бажання, спільність і почуття суспільного, і багато іншого»
Оригінальний текст (англ.)
[Star Trek provided positive role models, exploration of moral issues, scientific and technological knowledge and ideas, Western literary references, interest in television and motion picture production, intellectual stimulation and competition through games and trivia challenges, fan writing and art and music, explorations of erotic desire, community and feelings of communitas, and much more.] Помилка: [undefined] Помилка: {{Lang}}: немає тексту (допомога): текст вже має курсивний шрифт (допомога)
Незважаючи на спільні інтереси, шанувальники відрізняються за рівнем і бажанням демонструвати та обговорювати свою відданість через уявну соціальну стигму, і «подолання стигми трекерства тягне за собою форму свободи та самосприйняття, яку порівнюють з гомосексуальним камінг-аутом». Для сторонніх людей носіння уніформи Зоряного флоту, яку зазвичай знецінюють як «костюми», є символом їх упередженого ставлення до трекерів і неспокою щодо них. Козінець навів приклад дебатів на засіданні правління фан-клубу «Зоряного шляху» про те, чи повинні члени правління обов'язково носити уніформу на публічних заходах, як приклад «не тільки… культурної напруги прийняття та заперечення стигматизованої ідентичності, але артикуляція та інтенсифікація групових значень, які можуть служити протидією стигмі». Переважна більшість часу клубу витрачалася на обговорення попередніх і майбутніх телевізійних і кінопродуктів, пов'язаних книг, товарів і з'їздів" а зустрічі та з'їзди клубу були зосереджені на споживанні, а не на обговоренні поточних справ чи покращення суспільства. Можливо, доречно те, що «Нескінченне різноманіття в нескінченних комбінаціях» виникло в епізоді третього сезону оригінального серіалу «Чи насправді немає краси?», у якому Родденберрі вставив промову Кірка, який хвалив філософію та пов'язану з нею медаль. «Безглузда» промова була, за словами Шетнера, «тонко завуальована реклама» для копій медалі, яку компанія Родденберрі «Lincoln Enterprises» незабаром продала фанатам.
Існує стійкий стереотип, що серед трекерів багато носіїв сконструйованої клінгонської мови. Реальність менш однозначна, оскільки деякі з тих, хто нею найбільш вільно розмовляє, є більшими шанувальниками саме мови, ніж шанувальниками «Зоряного шляху». Більшість трекерів мають не більше ніж базовий словниковий запас клінгонської мови, який, можливо, складається з кількох загальних слів, які чули незліченну кількість разів у серіалі, але не мають особливих знань про синтаксис або точну фонетику клінгонської мови. Однак деякі фанати виявили, що вивчення клінгонської мови допомагає їм насолоджуватися ескапістським зануренням у шоу. Вони можуть спробувати ввійти в персонажа, граючи разом і діючи як член інопланетного суспільства, вивчаючи мову. Англійський класичний твір «Гамлет», написаний Вільямом Шекспіром і перекладений клінгонською мовою, додано до Фолджерівської шекспірівської бібліотеки. Існують курси та програми, які допоможуть вивчити клінгонську мову.

### Демографія

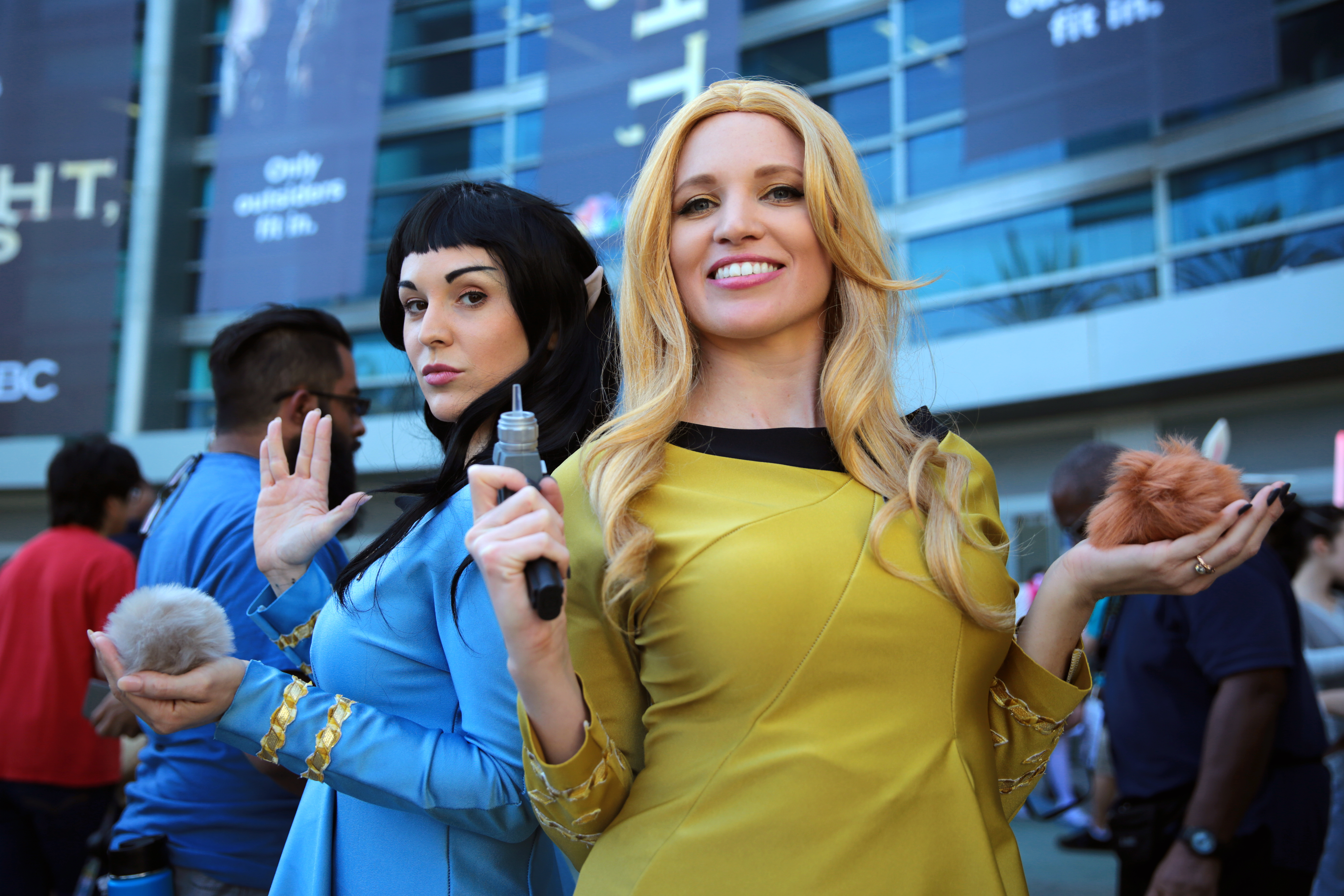
Дві косплеєрки на WonderCon 2017

За словами Аківи Голдсмана, станом на 2024 рік, у порівнянні між «Зоряним шляхом» і «Зоряними війнами», база шанувальників останньої стала більшою; а база шанувальників кінематографічного всесвіту Marvel є більшою, ніж обидві попередні. Попри те, що на телебаченні доступно більше контенту «Зоряного шляху», ніж будь-коли, Фрейкс сказав, що з фанів, яких він зустрічає на з'їздах, «дуже, дуже, дуже мало» прийшли до франшизи з нових шоу; «фанати „Зоряного шляху“, як ми знаємо, дуже, дуже, дуже віддані — і не дуже молоді». Попри те, що шанувальники бачили «Зоряний шлях» як спосіб відзначення розмаїття, Козінець виявив, що серед трекерів, яких він спостерігав у клубах, «більшість членів були дуже схожими за віком, етнічним походженням і расою. З приблизно 30 людей, присутніх на зборах, я відзначив лише дві видимі меншини».
У той час як багато хто стереотипно вважає, що фандом «Зоряного шляху» складається переважно з молодих чоловіків, і більше чоловіків, ніж жінок, дивляться телешоу «Зоряний шлях», шанувальниці були важливими учасниками франшизи з самого початку. Більшість відвідувачів перших конгресів були жінками віком від 21 року, що приваблювало більше чоловіків на наступні конгреси. Двома найважливішими ранніми членкинями фандому були жінки. Бджо Трімбл була однією з лідерів успішної спроби переконати NBC продовжити серіал на третій сезон, і написала перше видання важливої ранньої книги про серіал «Star Trek Concordance» у 1969 році. Джоан Вінстон та інші члени комітету, де домінували жінки, організували перший з'їзд трекерів у Нью-Йорку 1972 року та кілька наступних; Вінстон також була однією з трьох жінок-авторок фанфіку «Star Trek Lives!».
У той час як чоловіки беруть участь у багатьох фандомних заходах, таких як написання статей для фанатських видань та організація з'їздів, жінки історично складали переважну більшість адміністраторів фан-клубів, авторів фанфіків та редакторів фензинів, що також стало «основою історії, подібної до Мері Сью, про героїню на борту „Ентерпрайза“, яка заводить роман з одим із головних героїв „Зоряного шляху“, [що стала] дуже поширеною у фензинах». Також багато неодружених редакторок фанзину залишили фан-активність після одруження, після чого одна редакторка фензину припустила, що шоу замінює секс.  Один вчений припустив, що художня література Кірка/Спока є способом для жінок «відкрито обговорювати сексуальність без засудження».

## ТрекіпротиТрекер
Шанувальники «Зоряного шляху» не дійшли згоди щодо того, чи використовувати термін «Трекі» чи «Трекер». Оксфордський словник англійської мови позначає слово «Trekker» — «(відданий або захоплений) шанувальник» «Зоряного шляху» — 1967 роком, зазначаючи, що воно «іноді використовується замість „trekkie“ для позначення більш серйозного чи відданого шанувальника». Таким чином, згідно зі статтею в журналі 1978 року, «Трекі» є «неприйнятним терміном для серйозних фанів». Ця відмінність існувала ще в травні 1970 року, коли редактор фензину «Deck 6» написав:
«… коли я починаю поводитися як трекі із змиленою головою (а не як тверезий, гідний — хоча й захоплений — трекер)»
Оригінальний текст (англ.)
[... when I start acting like a bubble-headed trekkie (rather than a sober, dignified — albeit enthusiastic — trekker] Помилка: [undefined] Помилка: {{Lang}}: немає тексту (допомога): текст вже має курсивний шрифт (допомога)
У 1976 році засоби масової інформації про конвенти «Зоряного шляху» повідомляли, що виявили два типи фанатів:
«Один трекі підійшов і відчув потребу пояснити, оплачуючи комп'ютерне зображення Спока, що він насправді трекер (раціональний фанат), у той час як, за його словами, трекі обожнює все, що пов'язано із „Зоряним шляхом“, і продав би свою матір за пару вух Спока»
Оригінальний текст (англ.)
[One Trekkie came by and felt compelled to explain, while paying for his Mr. Spock computer image, that he was actually a Trekker (a rational fan). Whereas, he said, a Trekkie worships anything connected with Star Trek and would sell his or her mother for a pair of Spock ears.] Помилка: [undefined] Помилка: {{Lang}}: немає тексту (допомога): текст вже має курсивний шрифт (допомога)
У спеціальному телесеріалі «Star Trek: 25th Anniversary Special» (1991 року) Леонард Німой намагався вирішити проблему, заявивши, що термін «Трекер» є кращим. Під час виступу в шоу «Суботнього вечора в прямому ефірі» для реклами фільму «Зоряний шлях» 2009 року Німой, прагнучи запевнити Кріса Пайна та Закарі Квінто, «нових» Кірка та Спока, що більшість шанувальників приймуть їх, спочатку згадав «Трекі», перш ніж виправитися. і кажучи «Трекери», наголошуючи на другому складі, з безглуздою міною по всьому, що залишає неоднозначним, чи ця уявна помилка та виправлення були справді випадковими, чи натомість навмисними та для комічного ефекту. У документальному фільмі «Трекі» Кейт Малгрю заявила, що трекери — це ті, хто «гуляє з нами», а трекі — це ті, хто задоволений тим, що просто сидить і дивиться «Зоряний шлях».
Проблема також показана у фільмі «Трекі 2», у якому фанат «Зоряного шляху» розповідає про ймовірний випадок під час конгресу «Зоряного шляху», де Джин Родденберрі використав термін «трекі» для опису шанувальників шоу, й тоді його виправив фанат, який встав і крикнув «Трекери!» Джин Родденберрі відповів: «Ні, це „трекі“. Я маю це знати — я винайшов цю річ».

### Інші назви
Фани «Зоряного шляху», які вважають серіал «Зоряний шлях: Глибокий космос 9» найкращим серіалом франшизи, прийняли назву «Дев'ятка» після епізоду «Відправте мене в голограму», у якому капітан Бенджамін Сіско сформував бейсбольну команду під назвою «Дев'ятка».

## Діяльність

### Художнє та мультимедійне вираження трекерів
Існує явище домальовування канадських 5-доларових банкнот з портретом прем'єр-міністра Канади з 1896 по 1911 рік Вілфреда Лор'є, оскільки риси обличчя Лорьє на купюрах номіналом 5 канадських доларів нагадують Спока. У 2015 році це було зроблено як данина пам'яті Леонарда Німоя після його смерті. Це явище було названо «Спокінгом п'ятірок».
«Зоряний шлях» також став основою для низки надрукованих літературних творів, зокрема й романів. Однак шанувальники також створили численні фанфіки та літературу, які прагнуть дослідити та продовжити гіпотетичні пригоди канонічних персонажів. Сет Мак-Фарлейн, творець «Орвілла», у підлітковому віці знімав фан-продукцію. Колишні учасники «Зоряного шляху» час від часу знімалися в таких фан-продукціях, як «Зоряний шлях триває». Еротичний жанр фан-фікшн слеш бере свій початок у гомоеротичних парах Кірка та Спока у фензинах «Зоряного шляху» 1970-х років, написаних фанатками.

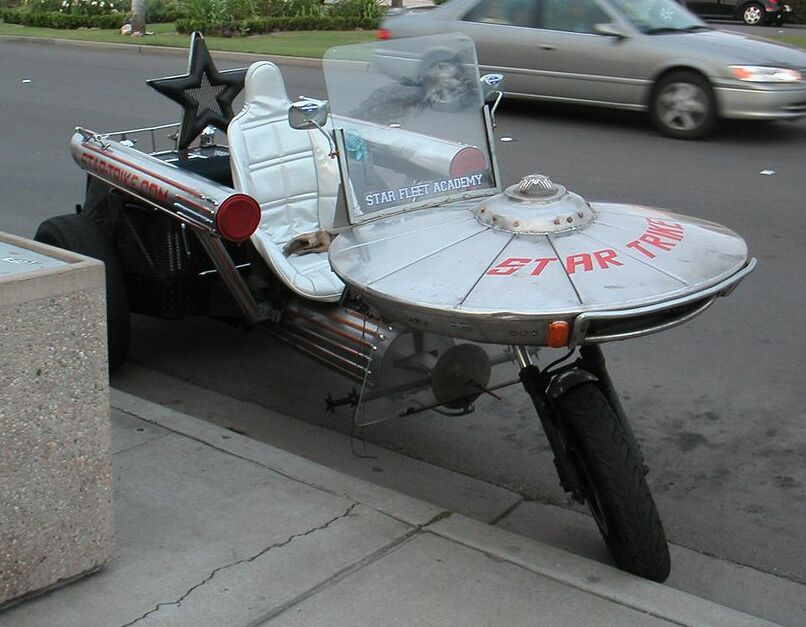
Мотоцикл, дороблений як зореліт

### Фан-клуби та з'їзди
Як і у випадку з фанатами будь-якої глибинної субкультури, наприклад, історичних реконструкторів або прихильників глядацьких видів спорту, у субкультурі трекерів існують формалізовані організації, які часто проводять конвенти, щоб полегшити занурення у творчість Джина Родденберрі.
Меккою фанатів «Зоряного шляху» є містечко Вулкан в Альберті. Місто прийняло теми «Зоряного шляху» як частину своєї спільноти. Проводиться щорічний з'їзд фанатів під назвою «Вул-кон».

### STARFLEET International
У фан-клубі «STARFLEET International» місцеві відділення представлені як «корабельні» екіпажі. Вісімнадцять осіб обіймали посаду президента клубу з 1974 року. Після обрання президент отримує вигадане звання адмірала флоту, і його називають «командувачем Зоряного флоту». З 2004 року президент перебуває на посаді 3 роки. Вейн Кіллоу став президентом клубу 1 січня 2014 року. 17 квітня 2016 року вперше помер командувач Зоряним флотом під час перебування на посаді. Наступником покійного Вейна Кіллоу став Робін Вуделл-Вітасек. З 1 січня 2020 року посаду президента асоціації обійняв Стівен Пармлі.
З 1990 року «STARFLEET International» присуджує стипендії студентам вищих навчальних закладів, які були членами клубу протягом року, на суму до 1000 доларів США для реалізації утопічного футуристичного бачення Родденберрі. Кандидати також повинні бути членами організації, оскільки вони повинні подати двосторінкове есе про свою участь. Стипендії названо на честь образів персонажів, зокрема: стипендія Джеймса Дугана/Монтгомері Скотта з інженерії та технологій, Меморіальна медична та ветеринарна стипендія Дефореста Келлі/доктора Леонарда Маккоя, Меморіал Джина Родденбері/стипендія сера Патріка Стюарта для починаючих письменників і художників, Меморіальна стипендія дослідника космосу, стипендія Арміна Шимермана/Джорджа Такеї/Левара Бертона для бізнесу, вивчення мови та освіти. Кошти видають члени екіпажу, що займається збором коштів.

### Справа «Вайтвотер»
Під час розгляду справи «Вайтвотер» у 1996 році співробітниця палітурної майстерні на ім'я Барбара Адамс була альтернативним присяжним. Під час суду Адамс носила уніформу командного відділу Зоряного флоту в стилі серіалу «Зоряний шлях: Наступне покоління», включаючи комбінезон, фазер і трикодер. Адамс виключили зі складу присяжних за те, що вона дала інтерв'ю телепрограмі «American Journal». Частина засобів масової інформації неправильно повідомили, що її звільнили за те, що вона була у формі Зоряного флоту на суді. Однак Адамс зазначила, що її звільнили через те, що вона розмовляла з репортером «American Journal» про свою уніформу Зоряного флоту, але не про суд. Незважаючи на те, що нічого з її сказаного не вважалося порушенням судового процесу, було чітко сформульовано правило, що жоден присяжний не повинен будь-яким чином спілкуватися з пресою. Адамс заявила, що суддя під час процесу підтримував її. Вона сказала, що вірить у принципи, викладені у «Зоряному шляху», і вважає його альтернативою «безглуздому телебаченню», оскільки воно пропагує толерантність, мир і віру в людство. Адамс згодом з'явився в документальних фільмах «Trekkies» і «Trekkies 2».

## У масовій культурі
Спочатку я не хотів дивитися «У пошуках галактики», тому що чув, що він висміює «Зоряний шлях», а потім мені подзвонив Джонатан Фрейкс і сказав: «Ти не повинен пропустити цей фільм! Подивіться в суботу ввечері в заповненому театрі». І я це зробив, і, звичайно, я виявив, що це було чудово. Блискуче. Ніхто не сміявся голосніше чи довше в кіно, ніж я
Трекери пародіювалися в кількох фільмах, зокрема в науково-фантастичній комедії «У пошуках галактики» (1999 року). Такі актори, як Патрік Стюарт і Джонатан Фрейкс, високо оцінили точність сатиричного зображення давно скасованого науково-фантастичного телесеріалу, його акторського складу та відданих шанувальників, відомих як «Квестеріанці». Головний герой Джейсон Несміт, який грав героя, подібного на Шетнера, повторює акторський вислів «Get a life!» 1986 року, коли затятий шанувальник запитує його про роботу вигаданого судна. Сам «Зоряний шлях» пародіював надмірну одержимість трекерів вигаданими героями через Реджинальда Барклі та його пристрасть до голографічної палуби.
Один із епізодів «Футурами» під назвою «Where No Fan Has Gone Before» був присвячений пародіюванню трекерів. Він описує історію, завдяки якій фандом «Зоряного шляху» переріс у релігію. Згодом церква «Зоряного шляху» настільки зміцніла, що її довелося скасувати в Галактиці, і навіть слова «Зоряний шлях» були заборонені.
Романтична комедія «Вільне підприємство» (1999 року випуску) розповідає про життя двох чоловіків, які виросли на поклонінні «Зоряному шляху» та наслідували капітана Кірка. Більшість фільму зосереджена на Вільямі Шетнері, який грає пародію на самого себе, і на тому, як герої борються зі своїми стосунками із «Зоряним шляхом».
Трекери показані в одному з епізодів телевізійного серіалу «Західне крило», під час якого Джош Лайман протистоїть тимчасовій працівниці через її шпильку із написом «Star Trek» у Білому домі.
У комедійному фільмі «Фанати» (2009 року випуску) часто згадуються «Зоряний шлях» і суперництво між трекерами і фанатами «Зоряних воєн». У фільмі Вільям Шетнер знімається в епізодичній ролі.
Комедійна драма «Будь ласка, приготуйся» (2017 року випуску) розповідає про Венді Велкотт, блискучу молоду жінку з аутизмом, яка зациклена на «Зоряному шляху». Вона втікає з дому своєї групи, намагаючись подати свій 450-сторінковий сценарій на конкурс сценаріїв «Зоряного шляху» в «Paramount Pictures».
Епізод мультсеріалу «Сім'янин» «Не всі собаки потрапляють до раю» описує конвент фанатів «Зоряного шляху», на якому присутні багато трекерів. Один з трекерів приходить на конвент зі свинкою, і, побачивши його, Пітер Гріфін імпульсивно штовхає свою дочку Мег до трекера, та змушує її сфотографуватися з ним (вважаючи, що він у костюмі інопланетянина із «Зоряного шляху»). Оскільки Мег не була щеплена, вона заражається свинкою від трекера, і змушена перейти на ліжковий режим.
У ситкомі телеканалу CBS «Теорія великого вибуху» чотири головні персонажі — чоловіки-трекери, грають у гру «Клінгонський боггл» і вирішують суперечки за допомогою гри «камінь-ножиці-папір-ящірка-Спок». Віл Вітон із серіалу «Зоряний шлях: Наступне покоління» неодноразово виступав у ролі гостя серіалу, граючи злу версію самого себе. Левар Бертон, Брент Спайнер, Леонард Німой (як актор озвучення), Вільям Шетнер і Джордж Такеї також з'явлалися в серіалі.
Фільми «Трекі» (1997 року випуску) і його продовження «Трекі-2» (2004 року випуску) описують життя багатьох трекерів.